# プトレマイオス・ケラウノス
プトレマイオス・ケラウノス（希：Πτολεμαῖος Κεραυνός、ラテン文字転記：Ptolemaios Keraunos、 紀元前319/8年 - 紀元前279年、在位：紀元前281年 - 紀元前279年）は、紀元前3世紀前半のマケドニア王である。ケラウノスという添え名は日本語で雷という意味である。

## 生い立ち
プトレマイオス・ケラウノスはエジプト王プトレマイオス1世とアンティパトロスの娘エウリュディケとの間に生まれた長子である。しかし、紀元前285年にケラウノスは父王との対立からエジプトを追われ、このためにプトレマイオス1世の次の王にはケラウノスの腹違いの弟のプトレマイオス2世（プトレマイオス・ピラデルポス）がついた。ケラウノスは腹違いの姉妹アルシオネ（アルシノエとも。ピラデルポスの同母姉）の夫であったトラキアとマケドニアの王リュシマコスの許に身を寄せた。ケラウノスの同母妹リュサンドラも、リュシマコスの息子アガトクレスの妻となっていた。

## 王位へ
紀元前283年または282年頃にリュシマコスが後継者問題で対立した息子アガトクレスを処刑すると、ケラウノスは同母妹でアガトクレスの妻リュサンドラの味方につき、シリア王セレウコス1世の許へ助けを求めに向かった。セレウコスは対リュシマコスの兵を挙げてリュシマコスが支配していた小アジアに侵攻し、紀元前281年のコルペディオンの戦いで彼を敗死させた。しかし、この七ヶ月後にケラウノスは（セレウコスには自身の登位を援助する意思がないことに気づき）セレウコスを暗殺した。ケラウノスはこれをリュシマコスの復讐としてアピールし、マケドニアの王位に就くことを宣言した。そして、彼はリュシマコスの後継者としての地位を印象づけるためにリュシマコスの寡婦となったアルシオネに結婚を申し込んだ。しかし、アルシオネと結婚したケラウノスはアルシオネの子供たちを殺し、彼女をサモトラキアへと追放して彼女が支配していたカッサンドレイア市を奪った。また、ケラウノスはエピロス王ピュロスと同盟を結び、ピュロスのイタリア遠征の際には歩兵5000人、騎兵4000騎、戦象50頭を貸した。マケドニアの王位についたケラウノスはセレウコスの子アンティオコス1世、マケドニア王位を狙うアンティゴノス2世とギリシアを舞台に戦い、アンティゴノスを破り、アンティオコスと講和した。

## 最期
紀元前279年にガリア人がマケドニアとギリシアに侵入した。それに際してダルダニ族からの援軍の申し出を受けたケラウノスはそれを断り、自力でガリア人を撃退しようとした。さらにガリア人からケラウノスを試すために講和の申し出が来たが、それは自分を恐れてのことだと思い込んだケラウノスはそれを拒絶した。このケラウノスの自信が身の破滅を招くことになる。それから数日後にケラウノスはガリア人と戦ったが、彼は遅れてやって来る味方の増援を待たずに敵と戦って敗死し、その首は槍に付けられて戦場を引き回された。
ケラウノスの次の王位には弟のメレアグロスがついた。しかし、メレアグロスはアンティパトロス・エテシアスによって間もなく廃位され、以後紀元前277年にアンティゴノス2世が王位につくまで（ガリア人の侵入もあってか）マケドニアでは次々と王が変わる不安定な情勢となった。

## 註
1. ↑  カーニー、p. 32
2. ↑  カーニー、p. 75
3. ↑  ユスティヌス, XXIV. 2-3
4. ↑  ユスティヌス, XVII. 2
5. ↑  ユスティヌス, XXIV. 1
6. ↑  ユスティヌス, XXIV. 4-5
7. ↑  ディオドロス, XXII. 3
8. ↑  ディオドロス, XXII. 4